# Greenideoida fransseni
Greenideoida fransseni är en insektsart. Greenideoida fransseni ingår i släktet Greenideoida och familjen långrörsbladlöss. Inga underarter finns listade i Catalogue of Life.